# Leichtathletik-Weltmeisterschaften 2023/Teilnehmer (Iran)
| Goldmedaillen | Silbermedaillen | Bronzemedaillen |
| ------------- | --------------- | --------------- |
| —             | —               | —               |

Der Leichtathletikverband Irans hat für die Leichtathletik-Weltmeisterschaften 2023 in Budapest zwei Sportler gemeldet.

## Ergebnisse

### Frauen

#### Laufdisziplinen
| Athletin        | Disziplin | Vorlauf | Vorlauf | Halbfinale | Halbfinale | Finale | Finale |
| Athletin        | Disziplin | Zeit    | Platz   | Zeit       | Platz      | Zeit   | Platz  |
| --------------- | --------- | ------- | ------- | ---------- | ---------- | ------ | ------ |
| Fasihi Farzaneh | 100 m     | 11,63 s | 44      | DNQ        | DNQ        | –      | –      |

### Männer

#### Laufdisziplinen
| Athlet         | Disziplin | Vorlauf | Vorlauf | Halbfinale | Halbfinale | Finale | Finale |
| Athlet         | Disziplin | Zeit    | Platz   | Zeit       | Platz      | Zeit   | Platz  |
| -------------- | --------- | ------- | ------- | ---------- | ---------- | ------ | ------ |
| Hassan Taftian | 100 m     | 10,17 s | 23      | DNQ        | DNQ        | –      | –      |